# Monastère de Bođani
Le monastère de Bođani (en serbe cyrillique : Манастир Бођани ; en serbe latin : Manastir Bođani) est un monastère orthodoxe serbe situé dans la région de la Bačka, province de Voïvodine. Il se trouve à proximité du village de Bođani, dans la municipalité de Bač. Il dépend de l'éparchie de Bačka et est inscrit sur la liste des monuments d'importance exceptionnelle de la République de Serbie (identifiant no SK 1013).

## Présentation
Le monastère de Bođani a été fondé en 1478. Un grand nombre des fresques de l'église sont dues au peintre Hristofor Žefarović.

Intérieur du monastère
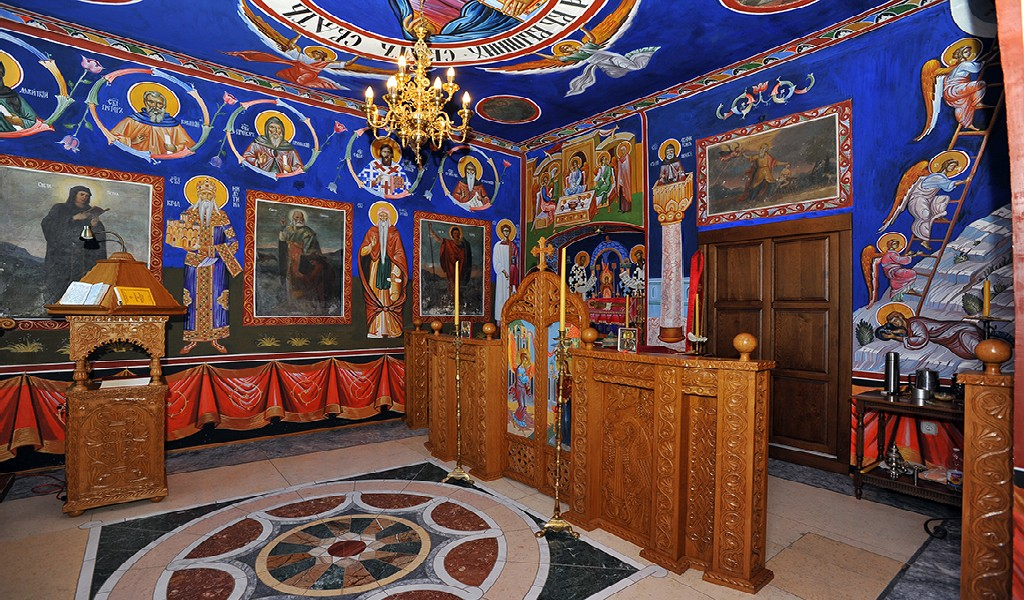
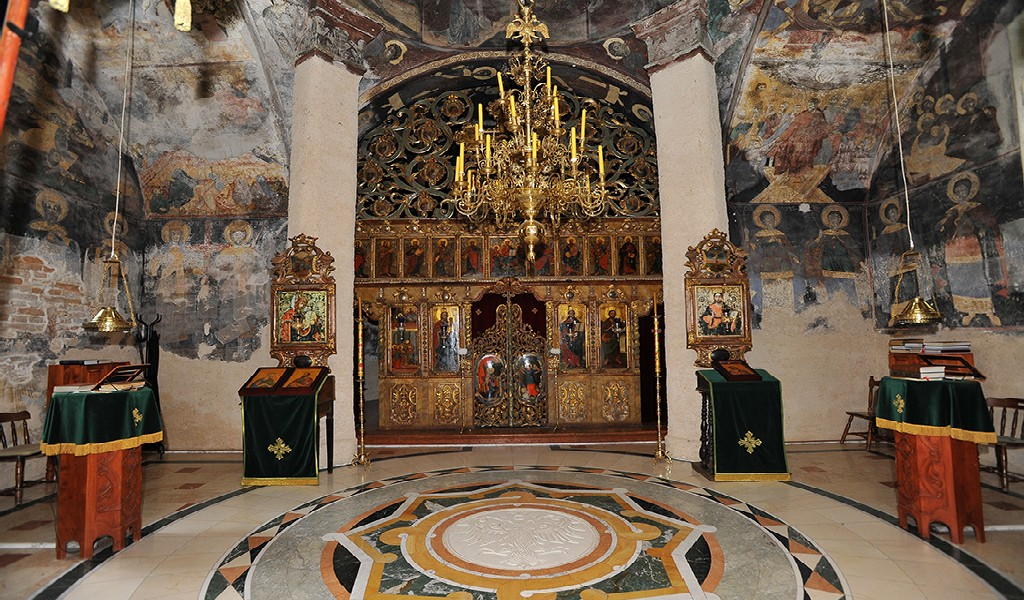